# أحمد الكوفحي
أحمد الكوفحي (1939-)، أستاذ جامعي ونائب سابق بالبرلمان الأردني، وأحد قيادات الحركة الإسلامية في الأردن، ولد في مدينة إربد في الأردن.

## حياته
حاصل على دكتوراه شريعة إسلامية من جامعة الازهر (تخصص أصول فقه) وقام بالتدريس في المدارس الثانوية، وكلية مجتمع حوارة، وفي جامعة اليرموك التي فصل منها لأسباب سياسية، كما اشتغل في التدريس لفترة قصيرة في الجامعة الأردنية.
يشارك في العمل السياسي منذ الانتخابات التكميلية عام 1984م، حصل على أعلى رقم قياسي مسجل في الانتخابات الأردنية عام 1989م بحصوله على 32 ألف صوت، ثم انتخب مرة ثالثة عام 1993 بقانون الصوت الواحد، وجميع المرات كان عن دائرة إربد مرشحا للكتلة الإسلامية - الإخوان المسلمون، ولم يترشح بعد ذلك. 
يعد أحمد الكوفحي أحد قيادات جماعة الإخوان المسلمين في الأردن، وأحد أبرز الوجوه الإصلاحية والاجتماعية في مدينة اربد، وهو والد الدكتور نبيل الكوفحي الذي انتخب رئيسا لبلدية إربد عام 1999، ثم انتخب رئيسا للبلدية مجددا عام 2022.